# Buku Sudoku
Buku Sudoku (укр. Буку Судоку; Buku Números у Мексиці; Buku数字パズル в Японії) — відеогра в жанрі головоломки, що розроблена українською студією Absolutist Ltd та видана Merscom на основі судоку для Microsoft Windows. Гра також була випущена для Xbox 360 через Xbox Live Arcade 28 травня 2008 року.

## Ігровий процес
Buku Sudoku пропонує варіації традиційної головоломки судоку, включаючи сітки 4x4, 6x6, 8x8, 9x9, 12x12 і 16x16. Також є три рівні складності, а також функція «Створіть своє власне судоку». Гра дозволяє гравцеві налаштовувати параметри, дозволяючи йому вибирати різні теми фону і плиток, щоб модифікувати свою дошку для гри в судоку. У версії для Windows є режим головоломки та режим аркади з таймером, а версія для Xbox 360 обіцяє спільну та змагальну гру в Інтернеті. У грі також передбачена опція підказки на екрані для гравців, які хочуть знати, коли вони неправильно ввели число. Якщо гравець правильно відповідає на набір (рядки, стовпчики, клітинки та числа в клітинках), то вибір стає постійним. Гра містить 1200 головоломок.

## Завантажувальний вміст
Аркадна версія Buku Sudoku для Xbox Live Arcade має безкоштовні доповнення.

## Огляди
| Агрегатор    | Оцінка       |
| ------------ | ------------ |
| GameRankings | X360: 58.53% |
| Metacritic   | X360: 60/100 |

| Видання   | Оцінка |
| --------- | ------ |
| Eurogamer | 8/10   |
| GamePro   | 4/5    |
| GameZone  | 5.8/10 |
| IGN       | 6/10   |
| TeamXbox  | 6/10   |

Buku Sudoku отримала змішані відгуки після виходу гри на Xbox 360. На Metacritic гра має оцінку 60/100 для версії для Xbox 360 на основі 19 рецензій. На GameRankings гра має оцінку 58,53% для версії для Xbox 360 на основі 17 рецензій.